# Du
Du är dels ett personligt pronomen i andra person singularis, dels ett neutralt tilltalsord sedan "du-reformen" i slutet av 1960-talet och början på 1970-talet. 
Med dagens allmänna duande har man återgått till en ursprunglig enkelhet i det svenska tilltalet. I fornsvenskan var du (þu) det enda och naturliga tilltalet till en person och det användes även i lagspråket.